# Powiat Szolnok
Powiat Szolnok (węg. Szolnoki járás) – jeden z siedmiu powiatów komitatu Jász-Nagykun-Szolnok na Węgrzech. Siedzibą władz jest miasto Szolnok.

## Miejscowości powiatu Szolnok
- Besenyszög
- Csataszög
- Hunyadfalva
- Kőtelek
- Martfű
- Nagykörű
- Rákóczifalva
- Rákócziújfalu
- Szászberek
- Szolnok
- Tiszajenő
- Tiszasüly
- Tiszavárkony
- Tószeg
- Újszász
- Vezseny
- Zagyvarékas